# Hem (Noord-Holland)
Hem is een dorp in de gemeente Drechterland, in de regio West-Friesland, in de Nederlandse provincie Noord-Holland. Het dorp heeft 1.585 inwoners (1 januari 2023). Samen met het naburige dorp Venhuizen heeft Hem stadsrechten gehad onder de naam Hem. Voor 1 januari 2006 behoorde Hem tot de gemeente Venhuizen.
Van oorsprong was Hem een van de binnenpolders in het gebied. Zo'n binnenpolder kende aanvankelijk een natuurlijke afwatering en werd omdijkt om het binnendringend water van een dijkdoorbraak te keren. Het is niet helemaal duidelijk of deze binnenpolder van oorsprong een aangeslibde landtong was, maar wel is bekend dat het in de hoek lag (het toponiem hem of ham wijst op een landtong of een hoek land). In de watergebieden van Holland en Friesland komt deze benaming erg vaak voor, een aantal daarvan zijn ook echte woonplaatsen geworden.
De plaats Hem wordt in 1343 genoemd als Rottaerdshem en in 1396 als Hem. Nadat de Hollandse graven aan het einde van de 13e eeuw West-Friesland hadden onderworpen, viel Hem onder het Oosterbaljuwschap van West-Friesland; dit werd echter in 1413 ontbonden. Bijna het gehele West-Friese platteland kreeg in plaats daarvan een of andere vorm van stadsrechten, vaak in combinaties van dorpen. In 1414 kreeg Hem zo samen met het naastgelegen Venhuizen stadsrechten. De omliggende kleinere plaatsen vielen gerechtelijk onder deze 'dorpenstad'.
Aan de Torenweg in Hem vindt sinds 1984 ieder jaar in april een Oldtimerfestival plaats, in een aantal hallen van Firma Langedijk met een totaaloppervlakte van 6000 m².

## Galerij

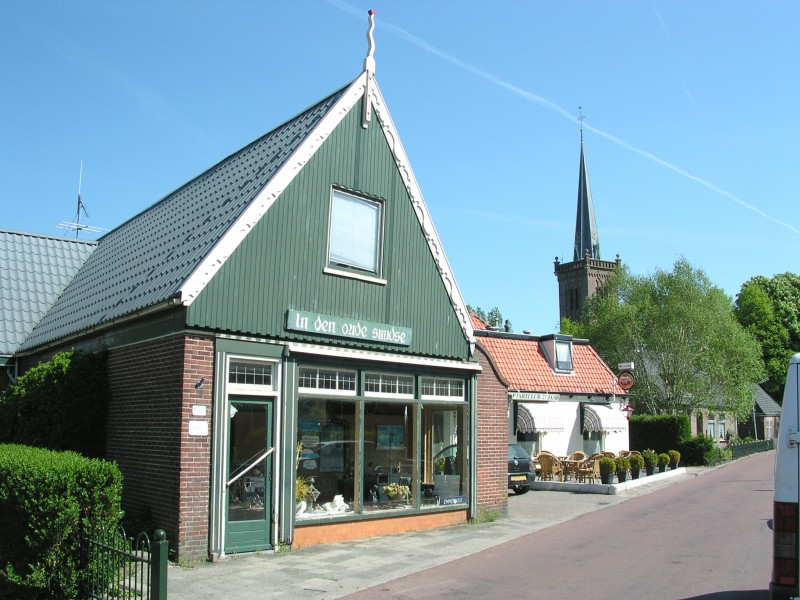
Centrum van Hem
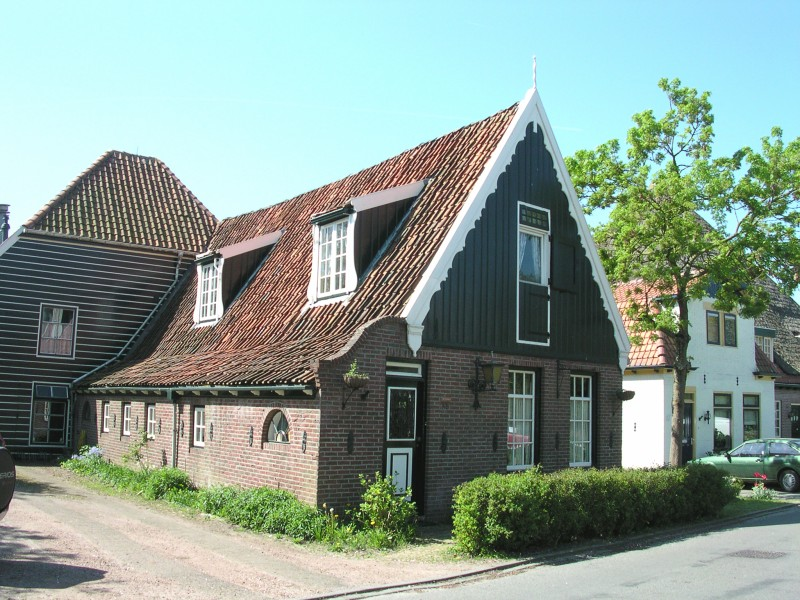
Typisch West-Friese bouwstijl
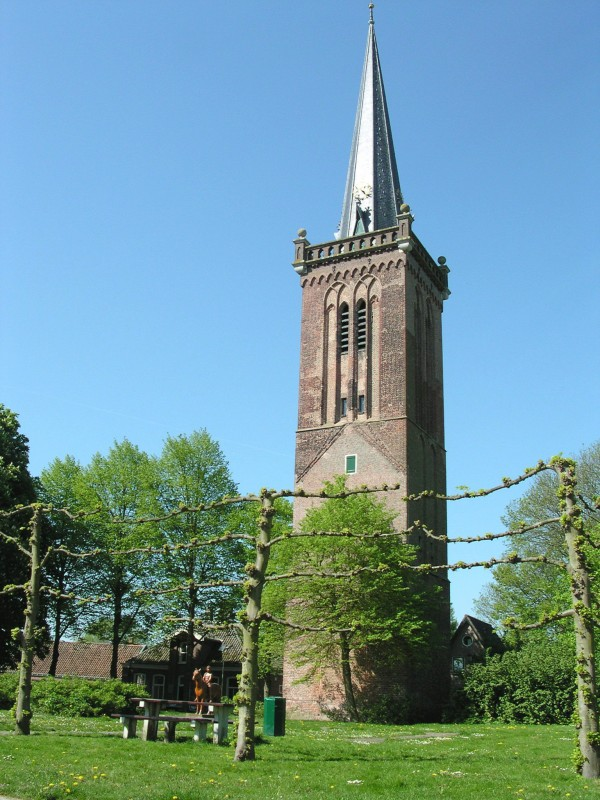
Kerktoren van Hem, met houten standbeeld
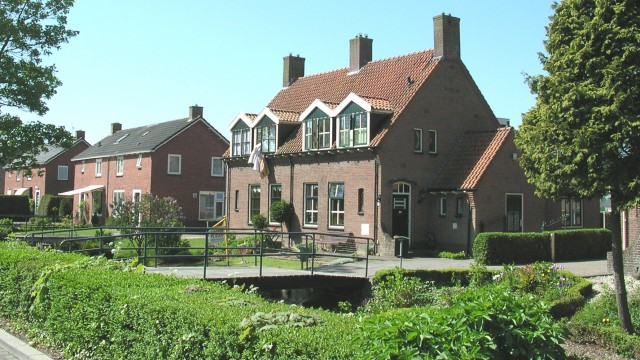
Nieuwbouw van Hem

## Geboren in Hem
- Aris Kool (1837 - 1914), politicus
- Pascal Redeker (1985), volkszanger
- Sam Boon (1992), schaatser